# Kýčerka
Kýčerka (900 m) – szczyt w Górach Kisuckich na Słowacji. Wznosi się po północnej stronie należącego do miejscowości Terchová przysiółka Balátovci. Na południowych stokach wypływa potok Strucháreň, w północnym kierunku Kýčerka tworzy krótki grzbiet opływany przez dwa potoki; bezimienny i Majerička (obydwa są dopływem rzeki Bystrica).
Nazwą Kýčerka na mapach opisana jest również duża polana na grzbiecie szczytu Kýčerka. Na południowych stokach znajdują się nieużytkowane już pola uprawne i opuszczony dom i zabudowania gospodarcze. Przez szczyt Kýčerki prowadzi szlak turystyki rowerowej i pieszej, na polanie Kýčerka dołącza do niego łącznikowy szlak wychodzący z należącej do Terchovej osady Šipková.

## Szlaki turystyczne
odcinek: Sedlo Kubínska hoľa – Vasiľovská hoľa – Minčol (1139 m) – Bzinská hoľa – Príslopec – Paráčsky Minčol – Paráč – Sedlo pod Okrúhlicou – Okrúhlica (1165 m) – Javorinka – Okrúhlica (1076 m) – Kýčerka – Kováčka – Zázvorovci – Vojenné – Pod Vojenným – Káčerovci – Pod Mravečníkom – Mravečník – Terchová
  Šipková – Balátovci – Kýčerka

Opuszczone gospodarstwo pod szczytem Kýčerki
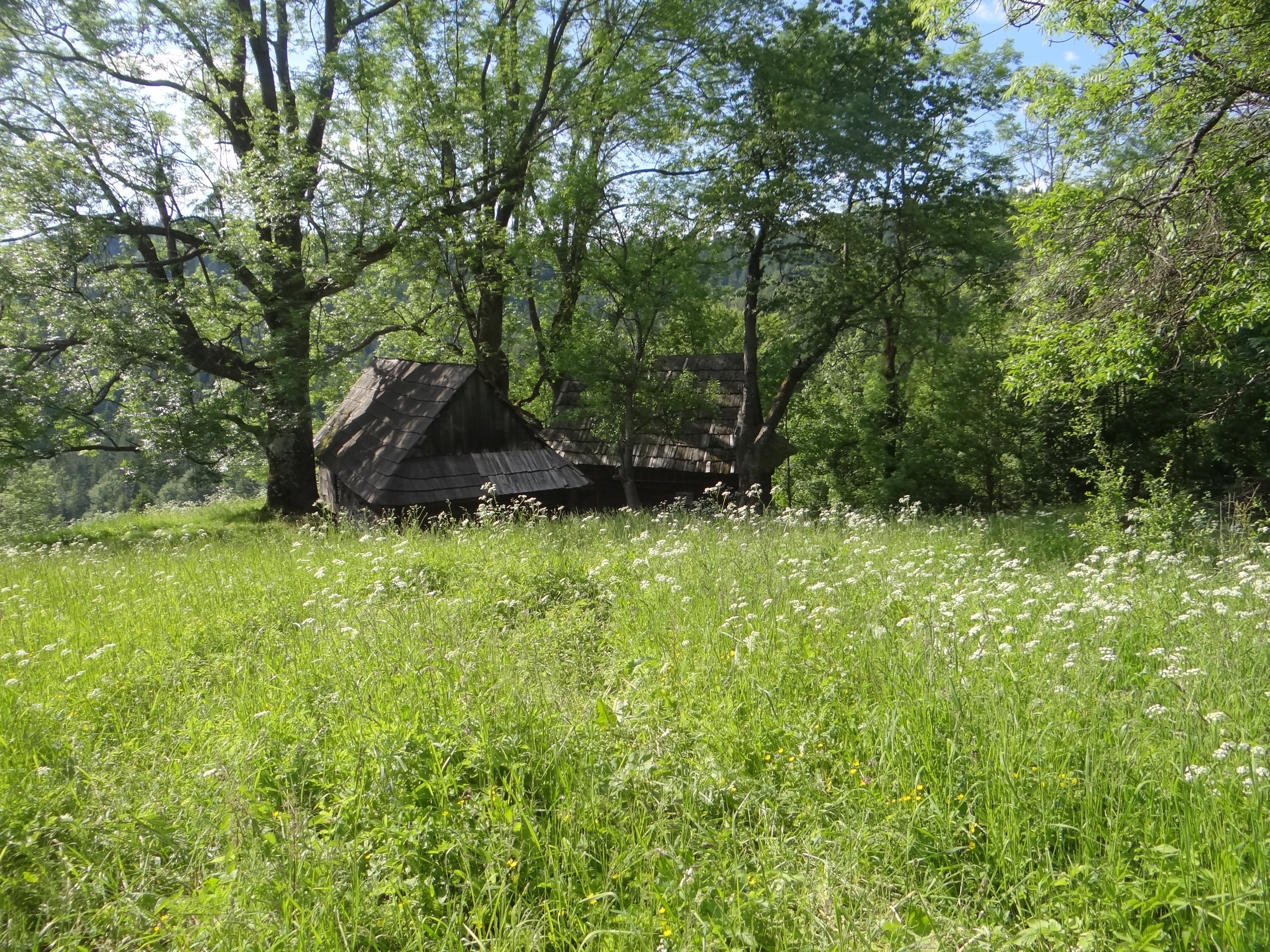
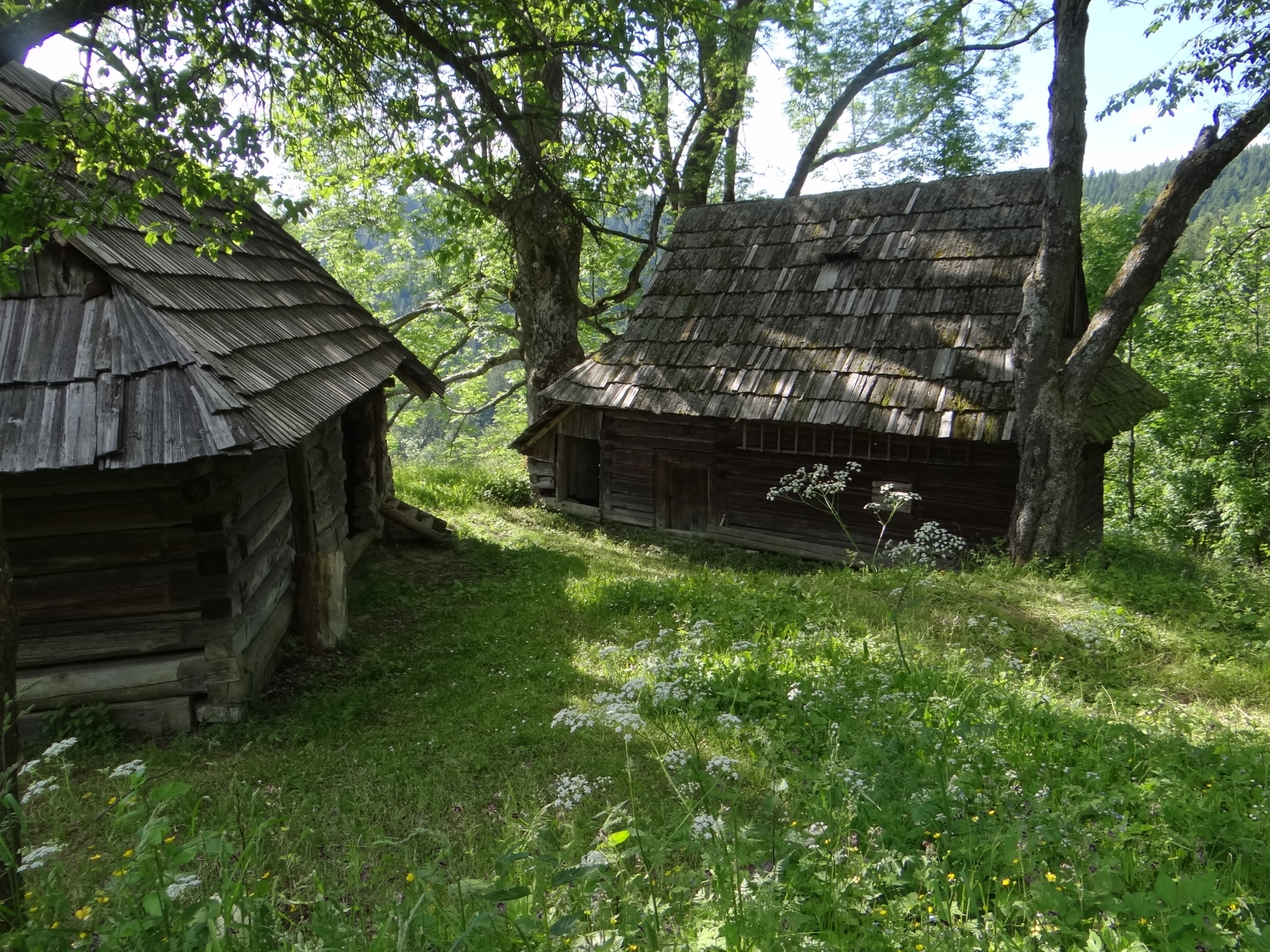
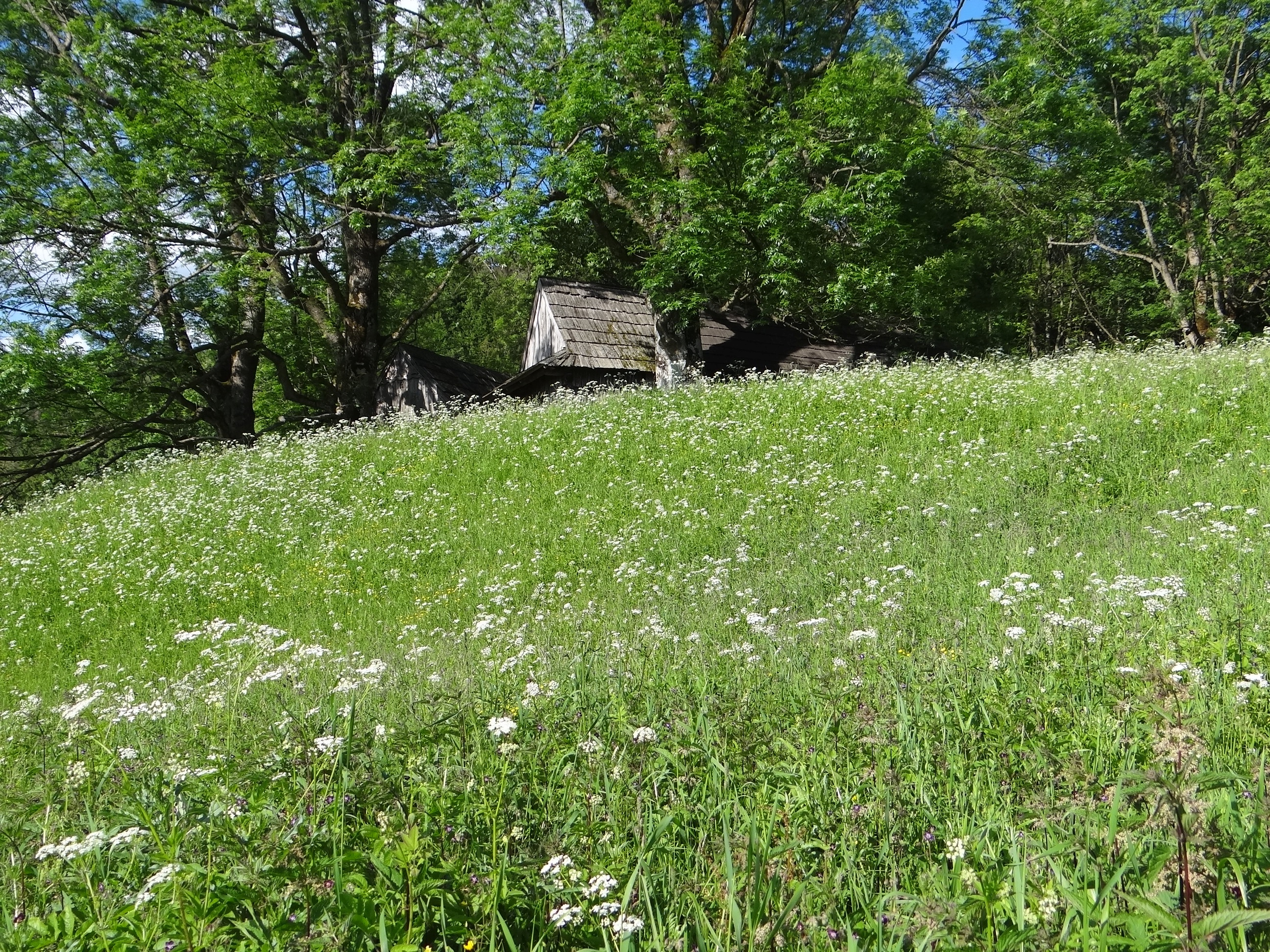